# Schammua
Schammua ist im Alten Testament der Name dreier Männer.

## Etymologie
Der Name erscheint im Masoretischen Text hauptsächlich in der Schreibung שַׁמּוּעַ šammûa‘ (Num 13,4 , Neh 11,17 , 12,18 ), in 1 Chr 9,16  wird aber der gleiche Namensträger wie in Neh 11,17 שְׁמַעְיָה šəma‘jāh genannt. Dies erklärt sich dadurch, dass der Name Schammua eine Kurzform des Namens Schemaja ist. Schemaja ist ein Verbalsatzname bestehend aus Verb und Subjekt. Das Verb mit der Wurzel שׁמע šm‘ bedeutet „hören“, das Subjekt ist das theophore Element יָה jāh (JHWH). Der Name bedeutet daher „JHWH hat gehört“. Die Kurzform Schammua entsteht dann durch Abfall des theophoren Elements. Sie bedeutet „(Gott) hat gehört“. Eine Deutung des Namens als Partizip Passiv („der (von Gott) Gehörte“) scheint nicht in Frage zu kommen, da auch intransitive Verben formgleiche Kurzformen bilden, von denen sich keine passive Bedeutung ableiten lässt.
Von der Wurzel שׁמע šm‘ „hören“ lassen sich besonders viele Personennamen ableiten, so die Langformen Schemaja, Elischama, Jischmael / Ismael, Jischmaja, sowie die Kurzformen Schammua, Schama, Schema,  Schimat, Schimon / Simeon, Schimi, Schima, Schamma, Schammai, Schammot.
Dass es sich bei dem Namen Schammua um eine Kurzform handelt, wird schließlich durch die Schreibung in der Septuaginta gestützt. In Num 13,4 wird der Name Σαλαμιηλ Salamiēl geschrieben. Dabei ist ηλ ēl das hebräische אֵל ’el („El / Gott“). In 1 Chr 9,16 steht Σαμια Samia, wobei ια ia das hebräische יָה jāh (JHWH) wiedergibt. Die Septuaginta bewahrt also an beiden Stellen die Langform des Namens.

## Schammua, Sohn Sakkurs
In Num 14  wird Mose von JHWH damit beauftragt, Kundschafter zur Erkundung des Landes Kanaan auszusenden, und zwar von jedem Stamm einen. Für den Stamm Ruben wird Schammua, der Sohn Sakkurs geschickt (Num 13,4 ).

## Schammua, Levit
In 1 Chr 9,16  und Neh 11,17  ist Schammua ein Levit, Vater Abdas, Sohn Galals und Enkel Jedutuns.

## Schammua, Priester
In Neh 12,18  wird ein Priester namens Schammua aus der Familie des Bilga als Oberhaupt seiner Familie zur Zeit Jojakims genannt.